# Hypolepis goetzei
Hypolepis goetzei là một loài thực vật có mạch trong họ Dennstaedtiaceae. Loài này được Reimers miêu tả khoa học đầu tiên năm 1934.